# Геология и геофизика
Геоло́гия и геофи́зика — российский научный журнал в области наук о Земле, издаваемый Сибирским отделением РАН. В журнале публикуются работы по широкому спектру тем геологии, геохимии и геофизики. 

## О журнале
Геология и геофизика широкопрофильный журнал по наукам о Земле в России. В нём публикуют теоретические и методические статьи в области геологии, геохимии, геофизики, стратиграфии, палеонтологии, минералогии, петрологии, минеральных ресурсов, металлогении, нефтегазовой геологии, геотектоники и региональной геологии. Редакторы отдают приоритет статьям, посвящённым геологическому строению Сибири и прилегающих территорий. 
Редакция состоит из главного редактора и его заместителей, редакционного совета, ответственного секретаря и редколлегии. В состав редакции входит большое число учёных из институтов СО РАН, других российских и зарубежных научных учреждений. 
С самого своего основания журнал издаётся ежемесячно. Выпускается переводная версия журнала: «Russian Geology and Geophysics» (ранее: «Soviet Geology and Geophysics»).